# Az MSZP választói adatbázisa
Az MSZP választói adatbázisa 2010. április 8-án került a figyelem középpontjába.

## Az MSZP álláspontja saját, valóságos választói adatbázisáról
Teljesen legális adatbázisról van szó, amelyben csak törvényesen megszerzett adatokat kezelnek. Az MSZP adatbázisának egyik eleme a pártok számára jelöltállító szervezetként legálisan, pénzért hozzáférhető teljes választói névjegyzék, amelyet az Országos Választási Iroda (OVI) minden magyarországi jelöltállító szervezet számára biztosít. Az anyag tartalmazza a szavazó nevét, szavazókörét, egyéni és területi választókerületét és lakcímét. Ezen kívül szintén megvásárolható évtizedes bontásban a választók életkora is, ami azt jelenti, hogy csak azt tudják az adott választóról, hogy életének hányadik évtizedében jár, illetve fel vannak tüntetve az első választók, a nemük pedig a nevükből egyértelműen következik, mondta az MTI-nek. Az online adatbázis ezen túl tartalmazza a Központi Statisztikai Hivataltól megvásárolható, a települések adatait tartalmazó adatbázist, valamint azon több százezer MSZP-szimpatizáns adatait, akik szimpatizánsként a 2006-os országgyűlési választáson, a 2009-es EP-választáson vagy azóta ehhez hozzájárultak. A rendszer nem tartalmazza általánosan azok adatait, akik ajánlószelvényüket a pártnak adták, csak azok adatai szerepelnek benne, akik támogatóként személyesen kérték, hogy a lakásukra menjenek a céduláért. Az adatbázisban nem szerepel sem a 2002-es, sem a 2006-os választási névjegyzék, mivel ezeket az MSZP a választások után a törvény előírásait követve megsemmisítette.

## Az MSZP állítólagos adatbázisáról szóló videófelvétel
Egy videófelvétel került fel a YouTube videómegosztó portálra, melyben többszörösen törvénysértéssel vádolják az adatbázis működtetőit és használóit. Szigetvári Viktor, a Magyar Szocialista Párt (MSZP) kampányfőnöke elismerte, hogy a videón látható adatbázis valóban az övék, azonban annak törvényes voltát hangsúlyozta, s kiemelte, hogy az nem vehető egy kalap alá a Kubatov Gábor által említett Fidesz-adatbázissal.
A videó egy nappal azután került a videómegosztóra, hogy a Kuruc.info hírportálon megjelent egy Kubatov Gábornak, a Fidesz országos pártigazgatójának tulajdonított hangfelvétel a Fidesz választási adatbázisával kapcsolatban.

## A videófelvétel tartalma
Az adatbázis feltételezett működését bemutató videón egy eltorzított hangú személy egy számítógép előtt ülve beszél közel öt percen át, többször is törvénysértő tevékenységgel vádolva az adatbázis előállítóit és használóit. A képernyőn megjelenő különböző információk azonban általában nem vagy alig láthatóak, és egyetlen esetben sincsenek összefüggésben az elhangzó vádakkal.
A beszélő állítása szerint amit bemutat, az az MSZP Ron Werber által bevezetett rendszere, mellyel a 2002-es választást megnyerték. Az ismeretlen személy állítása szerint a szimpatizánsokat vasárnap is fel kellett hívni, el kellett menni hozzájuk, és akár el is kellett vinni az embereket szavazni. A videón az is elhangzik, hogy már 2002 óta kéri a párt az adatgyűjtésre a tagokat.
Jellemző része a felvételnek, amikor a 2:05-2:41 részében elhangzik: "különböző szavazóköröket tudok megmutogatni, valamint itt van ilyen "n/a"-s szűrés, itt olyan fideszes politikusok, külső bizottsági tagok, szavazatszámlálóknak a nevei, a családtagjaiknak a nevét és címeit is itt olvashatjuk, egészében fel vannak benne térképezve más politikai párthoz tartozó erősebb szimpatizánsok, képviselőknek az adatai is és ezeket is nyilvántartjuk itt". Ezeket az állításokat azonban a képernyőn látottak semmilyen módon nem támasztják alá. A szöveg alatt a képernyőn folyamatosan egy olyan lista látható, amelynek a címe "Szavazókör megadása", alcíme "Szavazókörök", a listadoboz első sorában "n/a (BUDAPEST)" olvasható, a további sorokban pedig egy pár karakternyi kitakart rész után sokszor ismétlődő "(BUDAPEST)" szöveg. Az "n/a" megjelölés a statisztikában és az adatbáziskezelésben szokásosan az angol not available ("nem ismert") kifejezés rövidítése. Ha tehát a lista szavazókörök listája, mint a címe jelzi, akkor a kitakart részek valószínűleg a szavazókörök sorszámai, az első sor pedig az adathiány miatt szavazókörbe nem sorolt adatokat jelöl.
A videón szereplő személy állítása szerint a választást megelőző ajánlószelvény-gyűjtések során az ezen szereplő adatokat rögzítették, s a központ nyilvános és titkos adatbázisokból mindenkihez telefonszámot is rendelt, így azokat is el tudták érni, akik egyébként maguktól nem közölték a számukat, valamint adatokat rögzítettek az európai parlamenti és az önkormányzati választásoknál is.
A beszélő azt is állítja, hogy az elmúlt nyolc év összes választásáról az MSZP rendelkezésére állnak az ajánlószelvény-adatok, s így össze tudják hasonlítani, mennyivel bővült vagy csökkent a támogatói körük. Erre az állításra is igaz, hogy a képernyőn látottak semmilyen összefüggésben nincsenek vele.

## Az MSZP reakciója a felvételre
Az MSZP a videót provokációnak nevezte. Szigetvári Viktor kampányigazgató 2009. április 9-re részletes, nyilvános bemutatót ígért a rendszer működéséről, a benne foglalt adatbázisról. Szigetvári véleménye szerint az adatbázis teljesen legális, s nem lehet egy napon említeni a Kubatov Gábor-féle Fideszes adatbázissal.

## Következmények
2010. április 13-án az Országos Választási Bizottság (OVB) büntetőfeljelentést tett az MSZP ellen, mivel álláspontjuk szerint „a bizonyíték megalapozza bűncselekmény alapos gyanúját”, az adatbázis kapcsán hozzájuk benyújtott kifogást azonban elutasította.

## Külső hivatkozások
- A Magyar Távirati Iroda leirata a videón elhangzottakról